# FITネットATM
FITネットATM（フィットネットエーティーエム）は、北陸地方の福井銀行・北國銀行と第二地方銀行の富山第一銀行の合わせて3行が2005年9月26日に業務提携締結の調印をした「FITネット」による業務提携での一環として、3行との間のATM・CD利用手数料無料提携サービスのことである。

## 概要

### 対象金融機関
- 福井銀行
- 北國銀行
- 富山第一銀行

法人カードは地銀協のシステムの契約上、福井と北國の相互利用のみに制限される。

### 最大利用時間と手数料
- 8:00 - 21:00の入出金と振込：無料

なお、ATM振込については各行所定の振込手数料が別途必要となる。

### 対象ATM
- 上記対象金融機関が単独で設置しているATM
- 共同ATMの内、上記対象金融機関の何れかが幹事となるATM

### 対象外ATM
以下のATMは、本サービスの対象外となり、下記該当金融機関以外は通常の他行（MICS）利用手数料がかかるので注意が必要である。
- 共同ATMの内、上記対象金融機関以外が幹事となるATM。以下に例示する。
  - 福邦銀行幹事で福井銀行との共同ATM
  - 金沢信用金庫幹事で北國銀行との共同ATM
  - 北陸銀行または富山銀行幹事で富山第一銀行との共同ATM

など。
- コンビニATM
  - 「イーネット」
  - 「ローソンATM」

## 備考

### 店舗内ATM非設置の店舗
- 「FITネットATM」内の各行の支店の内、店舗内ATMが設置されていない「FITネットATM」内の各行の支店に付いては本サービスが利用出来ない（なお、ATM非設置の各行の支店発行のキャッシュカードについては店舗内ATMが設置されている「FITネットATM」内の各行の他の支店のATMを利用すれば、本サービスが受けられる。）。
  - 福井銀行：東京支店・名古屋支店・京都支店

### その他
- ATM管理銀行のATMでは、他の銀行の通帳の利用ができない。
- 法人カードは北國銀行及び福井銀行の2行間のみの相互提携となる。

## 沿革
- 2005年（平成17年）10月3日 - 「FITネットATM」のサービスが開始（当初は出金のみ）。
- 2006年（平成18年）4月3日 - 相互入金の取り扱いを開始。
- 2007年（平成19年）10月9日 - 時間外手数料の無料化により、ATM出金が完全無料化。